# 自動車型式指定規則
自動車型式指定規則（じどうしゃかたしきしていきそく、昭和26年運輸省令第85号）は、自動車の型式について細かく定めた国土交通省令である。道路運送車両法に基づいて自動車メーカーや販売業者に対する型式の指定を受ける際の申請の手続き、検査の基準、完成検査終了証の様式、その他の実施細目を定めている。